# Deutscheck (Gemeinden Mühlgraben, Sankt Martin)
Deutscheck ist ein kleiner Ort an der Grenze Südburgenland und oststeirisches Hügelland, und gehört zu den Gemeinden Sankt Martin an der Raab und Mühlgraben im Bezirk Jennersdorf, Burgenland.

## Geographie
Der Ort befindet sich gut 6 Kilometer westlich vom Ort St. Martin, 3 km südwestlich von Welten, 3 km nördlich vom Ort Mühlgraben, direkt an der Landesgrenze zur Steiermark, etwa 4½ km südöstlich von Fehring. Er liegt rechtsufrig über dem Raabtal im Neuhauser Hügelland, am Riedel zwischen Schwabenbach und Petersdorfer Bach beziehungsweise Groppibach, dem Hirzenriegel, auf um die 350 m ü. A. Höhe.
Durch den Ort führt die Straße Deutscheckerweg/Grenzweg von Welten nach Mühlgraben. Der südwestliche Teil gehört zur Ortschaft Mühlgraben, der  östliche zur Ortschaft Welten von Sankt Martin an der Raab. Die nordöstlichsten Häuser heißen auch Wartegg, ein Ort, der teilweise zur steirischen Ortschaft Schiefer der Stadt Fehring gehört. Auch direkt bei Deutscheck liegen einige Häuser schon auf steirischer Seite, werden dort aber nicht unter diesem Ortsnamen geführt.
Direkt nordwestlich liegt der Fehringer Ort Hirzenriegel, bei dem sich an der Landesgrenze ebenfalls einige zu Deutscheck gehörige Mühlgrabener Häuser befinden. Zusammen hat der Ort um die zwei Dutzend Adressen.
| Hirzenriegel (Gem. Fehring, Bez. Südoststeiermark, Stmk.) ∗ |                                             | Wartegg (Gem. Fehring, Stmk., und Sankt Martin a.d.R.) ∗ |
| Aschbuch (Gem. Fehring, Bez. Südoststeiermark, Stmk.)       | Kompassrose, die auf Nachbargemeinden zeigt | Schwabengraben (Gem. Sankt Martin a.d.R.)                |
| Trostlereck (Gem. Mühlgraben)                               | Trostlerkogel (Gem. Mühlgraben)             | Gamperlberg (Gem. Sankt Martin a.d.R.)                   |

∗ Die burgenländischen Häuser dort gehören zu Deutscheck.

## Geschichte und Infrastruktur

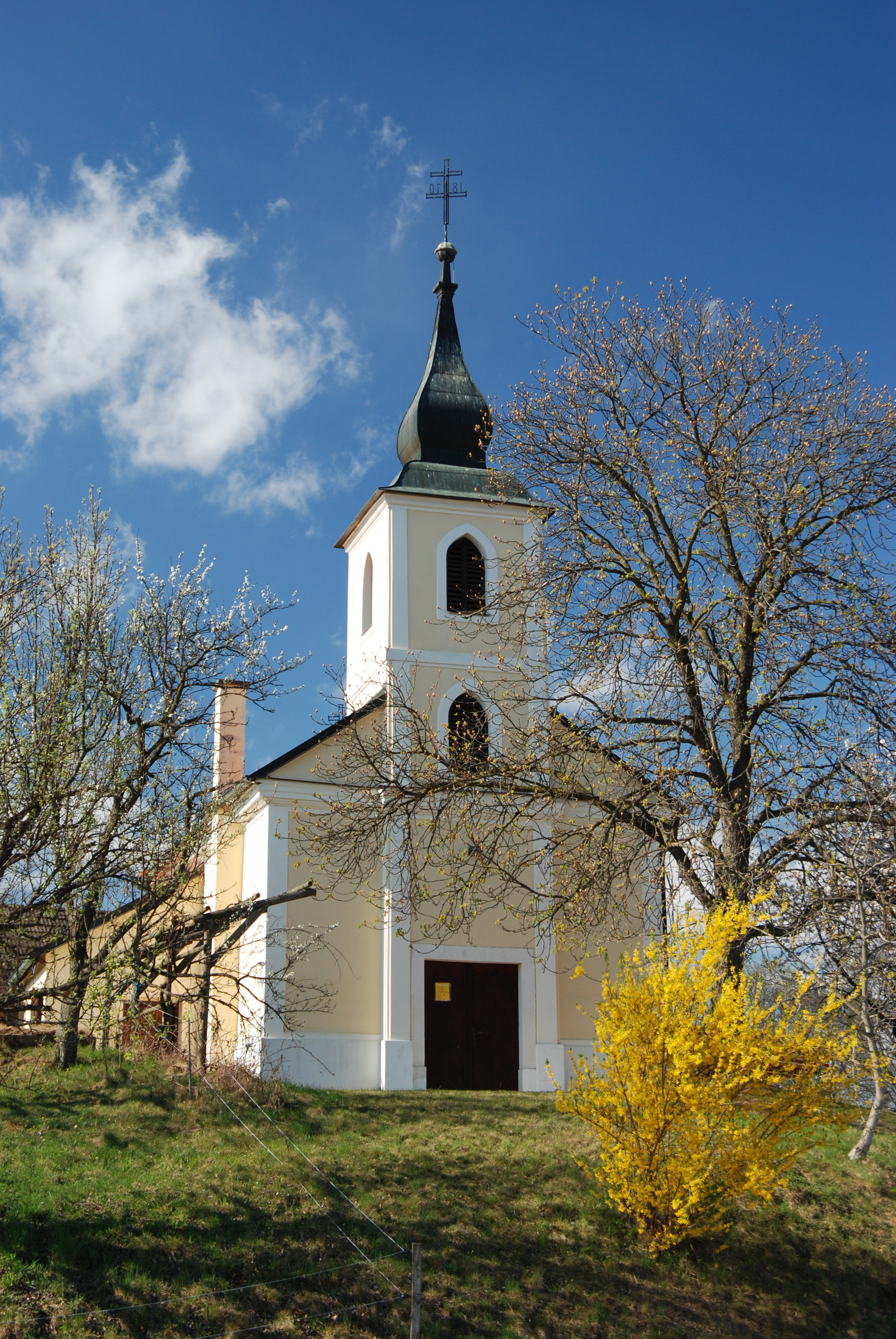
Vituskapelle Deutscheck

Der Hirzenriegel war seit dem Hochmittelalter die Grenze gegen die Ungarn, der Ortsname Wartegg bezieht sich auf einen Grenzposten Seit das Königreich Ungarn  zur Habsburgermonarchie gehörte, verlor die Grenzlage zu Deutsch-Westungarn ihre Bedeutung. Nach dem Ersten Weltkrieg kam das Burgenland 1921 an Österreich, womit sich die Staatsgrenze ostwärts zur Dreiländerecke verschob.
Die Ortslage ist um 1820 als Weinberg erwähnt, hier befanden sich seinerzeit sieben Gehöfte (2 in Mühlgraben, 2 in Welten, 1 in Schiefer, und 2 auf der Landesgrenze Welten/Schiefer) und einige weitere Häuser.
Die Ortskapelle Deutscheck befindet sich im Sankt-Martiner Ortsteil. Sie ist dem hl. Vitus geweiht, und eine Filialkirche der Pfarre St. Martin. Die erste Holzkirche wurde 1792 erbaut, brannte einige Jahre später wieder ab, und wurde 1798 neuerlich geweiht. Der heutige Steinbau in neobarockem Landstil wurde 1870 eingeweiht. Sie steht unter Denkmalschutz, und wurde 1983 renoviert.
Der Ort liegt am Rande des grenzüberschreitenden Naturparks Raab-Őrség-Goričko, der österreichische Teil ist der burgenländische Naturpark Raab.  Durch den Ort führt der Radweg Neuhauser Hügelland (B70), dessen 43,3 km langer Rundkurs von St. Martin über Oberdrosen, Tauka, Kalch, Neuhaus am Klausenbach, den Hirzenriegel, Welten und Doiber wieder zurück nach St. Martin führt.

## Nachweise
1. 1 2  Franziszäische Kataster, Blätter Schiefer, 1821, wie auch  Doiber, Gritsch (Döbör) und Mühlgraben (Malomgódór), beide 1858 – erstere beide Blätter geben Deutscheck nur als Flurname (kursiv); in Mühlgraben nur Spannleiten.
2. 1 2  Eine Erwähnung als steirischer Ort findet sich in Eugen Kuhn: Topographisch-statistisch-historisches Lexikon von Deutschland, 1. Band (A–D), Bibliographisches Institut, 1845, S. 1052, Sp. 1  (Digitalisat, Google, vollständige Ansicht) – das wird durch zeitgleiche Lexika der Steiermark nicht gestützt.
3. ↑  Fritz Posch: Die deutsch-ungarische Grenzentwicklung im 10. und 11. Jahrhundert auf dem Boden der heutigen Steiermark.  In: Festschrift für Balduin Saria zum 70. Geburtstag (= Buchreihe der Südostdeutschen historischen Kommission, Band 11), Verlag R. Oldenbourg, München 1964, S. 112 (ganzer Artikel S. 114–127).
4. ↑  „Ein Weingebirg.“ Carl Schmutz: Historisch-topographische Lexikon von Steiermark. 1, Band A–G, Eigenverlag/Kienreich,  Graz 1822, S. 233 (Digitalisat, Google, vollständige Ansicht).
5. ↑  Das ist noch heute so: Hausnummern Schiefer 74 und Deutscheck 14.
6. 1 2  Webseite der Pfarre Sankt Martin an der Raab (martinus.at) (abgerufen am 22. August 2019).
7. 1 2  Burgenländische Wallfahrtsorte: Region Jennersdorf: (Memento des Originals vom 8. August 2018 im Internet Archive)  Info: Der Archivlink wurde automatisch eingesetzt und noch nicht geprüft. Bitte prüfe Original- und Archivlink gemäß Anleitung und entferne dann diesen Hinweis. Welten-Deutscheck. Nr. 67. pilgerinfo.at (abgerufen am 22. August 2019).
8. ↑  Bundesdenkmalamt (Hrsg.): Dehio Burgenland., 3. unveränderte Auflage, Verlag Berger, Horn 2011, ISBN 978-3-85028-400-4, S. 317.
9. ↑  Die schönsten Radwege Österreichs: Radweg Neuhauser Hügelland B70, fahr-radwege.com (abgerufen am 11. November 2011).